# Comuna Skalivski Hutorî, Novoarhanhelsk
Skalivski Hutorî (în ucraineană Скалівські Хутори) este o comună în raionul Novoarhanhelsk, regiunea Kirovohrad, Ucraina, formată din satele Krînîcikî, Novomîkolaiivka și Skalivski Hutorî (reședința).

## Demografie
Componența lingvistică a comunei Skalivski Hutorî
     Ucraineană (96,6%)
     Română (1,64%)
     Rusă (1,52%)
     Alte limbi (0,12%)
Conform recensământului din 2001, majoritatea populației comunei Skalivski Hutorî era vorbitoare de ucraineană (96,6%), existând în minoritate și vorbitori de română (1,64%) și rusă (1,52%).